# Камерата-Нуова
Камерата-Нуова (итал. Camerata Nuova) — коммуна в Италии, располагается в области Лацио, в провинции Рим.
Население составляет 480 человек (2008 г.), плотность населения составляет 12 чел./км². Занимает площадь 40 км². Почтовый индекс — 20. Телефонный код — 0774.
Покровителем коммуны почитается святой Эгидий, празднование 1 сентября.

## Демография
Динамика населения:

## Администрация коммуны
- Официальный сайт:  Архивная копия от 7 августа 2011 на Wayback Machine